# Yuri Siomin
Yuri Pávlovich Siomin (en ruso: Ю́рий Па́влович Сёмин; Oremburgo, Unión Soviética, 11 de mayo de 1947) es un exfutbolista y actual entrenador de fútbol. Fue seleccionador nacional de Rusia y actualmente está sin equipo tras entrenar al FC Rostov.

## Biografía

### Jugador
Aunque Yuri Siomin nació Oremburgo, vivió desde pequeño en Oriol. Empezó su carrera profesional en 1964 en un equipo de esa ciudad, el FC Ruschi Oryol. Jugaba de centrocampista, aunque a veces hacia de delantero. Luego jugó en el Spartak de Moscú. En 1958 se unió a otro equipo de la ciudad, el Dínamo de Moscú, con el que ganó un título, la Copa de la Unión Soviética. Más tarde militó en el FC Kairat, Chkalovets Novosibirsk, FC Lokomotiv Moscú y en el FC Kubán Krasnodar, club donde puso fin a su etapa como futbolista en 1980.

### Entrenador
Después de retirarse siguió unido al FC Kubán Krasnodar, donde consiguió debutar como entrenador en 1982.
Al año siguiente entrenó al SKA-Pamir Dusambé.
En 1986 fichó por el Lokomotiv de Moscú. Allí emprendió una larga etapa de casi 20 años (1986-2005) al frente del banquillo. Consiguió poner al club, un equipo que apenas había ganado nada (solo dos Copas de la Unión Soviética), a la altura de los más grandes del país, consiguiendo varios títulos: dos Ligas, cuatro Copas y dos Supercopas de Rusia. Además llegó a semifinales de la Recopa de Europa en dos ocasiones.
Después de su gran éxito al frente del Lokomotiv se convirtió en seleccionador de Rusia. El objetivo marcado era la clasificación para la Copa Mundial de Fútbol de 2006, pero finalmente Rusia quedó tercera de su Grupo y Yuri Siomin decidió dejar el cargo.
En 2005 fichó por el Dínamo de Moscú, pero un año más tarde, debido a los malos resultados, fue despedido.
En 2007 regresó al Lokomotiv de Moscú, esta vez como presidente del equipo, aunque su mandato solo duró un año.
En 2008 firmó un contrato con el Dinamo de Kiev ucraniano.
Siomin fue contratado por el Lokomotiv de Moscú en mayo de 2009, en la que era su tercera etapa al frente del equipo ruso. Antes lo había entrenado entre 1986 y 1990 y entre 1991 y 2005, etapa en la que consiguió dos títulos de Liga y cuatro Copas de Rusia. Fue cesado el 30 de noviembre de 2010 como técnico del Lokomotiv de Moscú después de haber cosechado una mala temporada, en la que finalizó en quinta posición de la liga y tampoco pudo clasificarse para la Europa League, ya que fue eliminado en la previa por el Football Club Lausanne-Sport suizo.

## Clubes

### Como jugador
| Club                   | País            | Año       |
| ---------------------- | --------------- | --------- |
| FC Ruschi Oryol        | Unión Soviética | 1964      |
| FC Spartak de Moscú    | Unión Soviética | 1965-1967 |
| FC Dinamo de Moscú     | Unión Soviética | 1968-1971 |
| FC Kairat              | Unión Soviética | 1972-1973 |
| Chkalovets Novosibirsk | Unión Soviética | 1974      |
| FC Lokomotiv Moscú     | Unión Soviética | 1975-1977 |
| FC Kubán Krasnodar     | Unión Soviética | 1978-1980 |

### Como entrenador
| Club                         | País            | Año       |
| ---------------------------- | --------------- | --------- |
| FC Kubán Krasnodar           | Unión Soviética | 1982      |
| SKA-Pamir Dusambé            | Unión Soviética | 1983      |
| FC Lokomotiv Moscú           | Rusia           | 1986-1990 |
| FC Lokomotiv Moscú           | Rusia           | 1991-2005 |
| Selección de fútbol de Rusia | Rusia           | 2005      |
| FC Dínamo de Moscú           | Rusia           | 2005-2006 |
| FC Dinamo de Kiev            | Ucrania         | 2008-2009 |
| FC Lokomotiv Moscú           | Rusia           | 2009-2010 |
| FC Dinamo de Kiev            | Ucrania         | 2011-2012 |
| FK Qäbälä                    | Azerbaiyán      | 2013-2014 |
| FC Mordovia Saransk          | Rusia           | 2014-2015 |
| FK Anzhí Majachkalá          | Rusia           | 2015-2016 |
| FC Lokomotiv Moscú           | Rusia           | 2016-2020 |
| FC Rostov                    | Rusia           | 2021      |

## Títulos

### Como jugador
- 1 Copa de la Unión Soviética (Dínamo de Moscú, 1970)

### Como entrenador
- 3 Ligas de Rusia (Lokomotiv de Moscú, 2002 y 2004, 2018)
- 4 Copas de Rusia (Lokomotiv de Moscú; 1996, 1997, 2000 y 2001)
- 3 Supercopas de Rusia (Lokomotiv de Moscú, 2003, 2005 y 2019)